# Nannacara

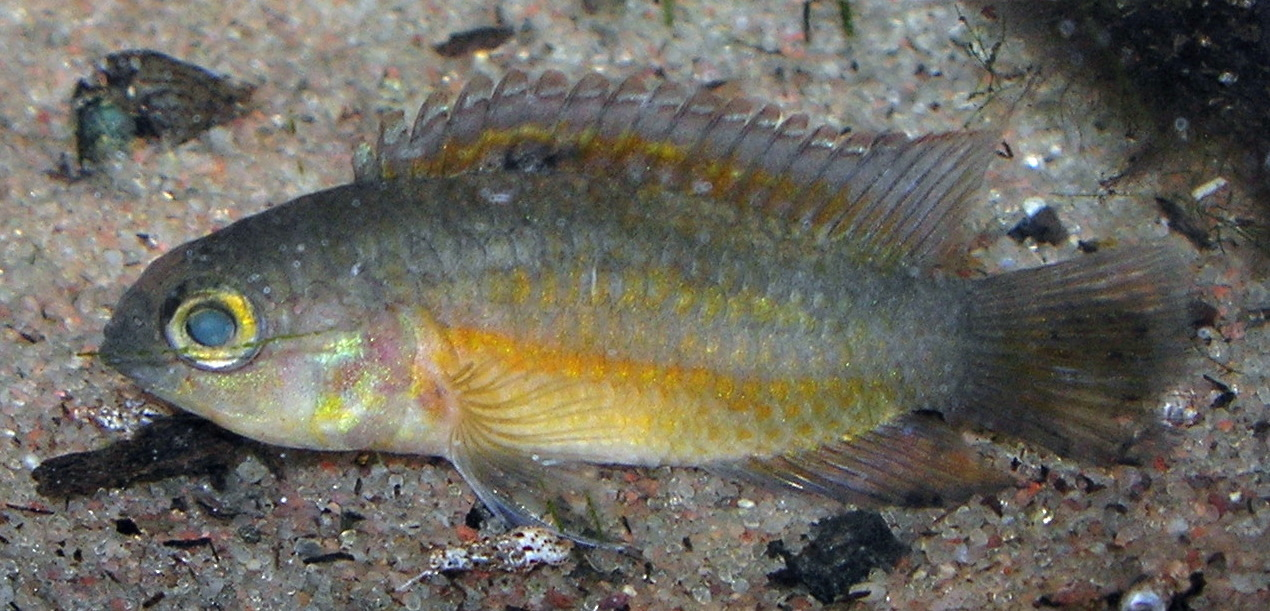
Nannacara anomala

Nannacara és un gènere de peixos pertanyent a la família dels cíclids que es troba a Sud-amèrica.

## Taxonomia
- Nannacara adoketa (Kullander & Prada-Pedreros, 1993)[4]
- Nannacara anomala (Regan, 1905)[5]
- Nannacara aureocephalus (Allgayer, 1983)[6]
- Nannacara bimaculata (Eigenmann, 1912)[7]
- Nannacara quadrispinae (Staeck & Schindler, 2004)[8]
- Nannacara taenia (Regan, 1912)[9][10][11][12][13][14][15]